# Marc Snir
Marc Snir est un informaticien israélien et américain, né à Courbevoie, le 10 octobre 1948, qui est titulaire de la chaire Michael Faiman and Saburo Muroga au département d'informatique de l'Université d'Illinois à Urbana-Champaign et enseignant invité à la Graduate School of Library and Information Science (en), tout en étant chercheur en calcul parallèle et chef du projet petascale (en) Blue Waters (en).
Marc Snir a obtenu son PhD à l'Université hébraïque de Jérusalem en 1979 et a travaillé, en 1980-1982, à l'Université de New York sur le projet Ultracomputer (en). Il est ensuite revenu à l'Université hébraïque de Jérusalem en 1982-1986, avant de rejoindre IBM. Il fut une cheville ouvrière de Message Passing Interface.  Il a publié sur la complexité informatique, le calcul parallèle, les architectures parallèles, les librairies et les environnements de programmation parallèle. 
Il a obtenu le prix Seymour Cray en génie informatique et est fait docteur honoris causa de l'École normale supérieure de Lyon le 9 novembre 2018.  Il est AAAS Fellow, ACM Fellow et IEEE Fellow.

## Affectations de recherche
- Universal Parallel Computing Research Center (UPCRC) at Illinois
- Blue Waters Project at the National Center for Supercomputing Applications (NCSA)
- Illinois Informatics Institute
- Information Trust Institute

- (en) Cet article est partiellement ou en totalité issu de l’article de Wikipédia en anglais intitulé « Marc Snir » (voir la liste des auteurs).